# Josef Hašek
Josef Hašek (2. dubna 1911 Praha – 20. ledna 2001) byl česko-americký finančník a bankéř.

## Život
Narodil se v roce 1911 v Praze. Jeho nevlastním adoptivním otcem byl finančník František Hašek. Vystudoval práva a ekonomii na Karlově univerzitě v Praze. Za první republiky pracoval ve vedení bankovního domu Hašek a spol, v jehož čele stál jeho adoptivní otec František Hašek, který byl popraven za okupace. Jeho vlastnický podíl banky byl poté násilně prodán bance Commerzbank Berlin. V roce 1945 byl podnik obnoven a ředitelem Bankovního domu Hašek a spol. se stal Josef Hašek. Josef Hašek se oženil s Karolínou Polickou, dcerou Františka Ludvíka Polického ze známé podnikatelské rodiny majitelů továrny František Polický a spol. na kůže a řemeny v Jaroměři.
V lednu 1948 Josef Hašek jako ekonomický odborník a vedoucí banky odjel na pozvání amerického ministra obchodu Williama Averella Harrimana do Washingtonu D.C, kde jednal o možnostech budoucího rozvoje obchodních vztahů mezi Spojenými státy a Československem i přes československé odstoupení od Marshallova plánu v červenci 1947. Přišel ale únorový puč a Hašek musel zůstal v exilu. Banka i jeho další majetek v Československu byl zestátněn. O rok později nelegálně opustila zemi i jeho manželka s dětmi, včetně jeho dcery Elišky Haškové-Coolidge.
Josef Hašek přijal americké občanství a stal se místopředsedou Mezinárodní banky ve Washingtonu. Později založil Combined Agencies Corporation, podnik pro mezinárodní ekonomické poradenství a podporu zahraničního trhu. Působil také na Georgetownské univerzitě. Josef Hašek se také účastnil československého kulturního života ve Spojených státech. Byl předsedou Československo-americké rady pro vzdělávání a členem Společnosti pro vědy a umění, která na jeho počet v roce 1998 založila stipendijní fond Josefa Haška, který každoročně uděluje cenu Josefa Haška studentům amerických univerzit věnující se českým a slovenským tématům. Po Sametové revoluci v roce 1989 jeho rodina v roce 1992 restituovala své majetky, včetně zámku Kundratice v jižních Čechách. Po roce 1998 žil v Čechách, kde po těžké nemoci v roce 2001 zemřel.